# (2272) Montezuma
(2272) Montezuma est un astéroïde de la ceinture principale, de la famille de Hungaria.

## Description
(2272) Montezuma est un astéroïde de la ceinture principale, de la famille de Hungaria. Il est caractérisé par un demi-grand axe de 1,87 UA, une excentricité de 0,09 et une inclinaison de 24,3° par rapport à l'écliptique.
Il est nommé en référence à Moctezuma II (Montezuma), le neuvième huey tlatoani (souverain) de Mexico-Tenochtitlan.

## Compléments